# Stranddvärgsnäcka
Stranddvärgsnäcka (Ovatella myosotis) är en snäckart som först beskrevs av Draparnaud 1801.  Stranddvärgsnäcka ingår i släktet Ovatella, och familjen dvärgsnäckor. Arten har ej påträffats i Sverige.